# Оганесян Іван Джонрідович
Іва́н Джонрідович Оганеся́н (народ. 9 березня 1973, Саратов, Саратовська область, РРФСР, СРСР) — російський кіноактор.

## Біографія
Іван Оганесян народився 9 березня 1973 р. в Саратові, в сім'і оперного співака і піаністки. За національністю — вірменин.
Навчався на музикальному факультеті Російського інституту театрального мистецтва.
Брав участь у московському мюзиклі «Норд-Ост». 23 жовтня 2002 р., під час теракту на Дубровці, Іван знаходився на сцені й виконував у цьому мюзиклі роль льотчика. Разом з усіма іншими артистами і глядачами він був захоплений терористами в заручники, звільнений лише через три доби в результаті проведеної спецоперації. Його дочці Олесі тоді, 24 жовтня 2002 р., виконався один рік.

## Фільмографія
- «Persona non grata» (2005)
- «Кольє для снігової баби» (2007, Україна)
- «Я кохаю свого чоловіка» (2016, т.с, Росія—Україна; Сергій)
- «18-річний олігарх» (2021, Шпинарьов Едуард, олігарх)

## Роботи в театрі
Театральний центр на Дубровці (Москва):
- 2002 — мюзикл «Норд-Ост» — льотчик